# Paul Woodroffe

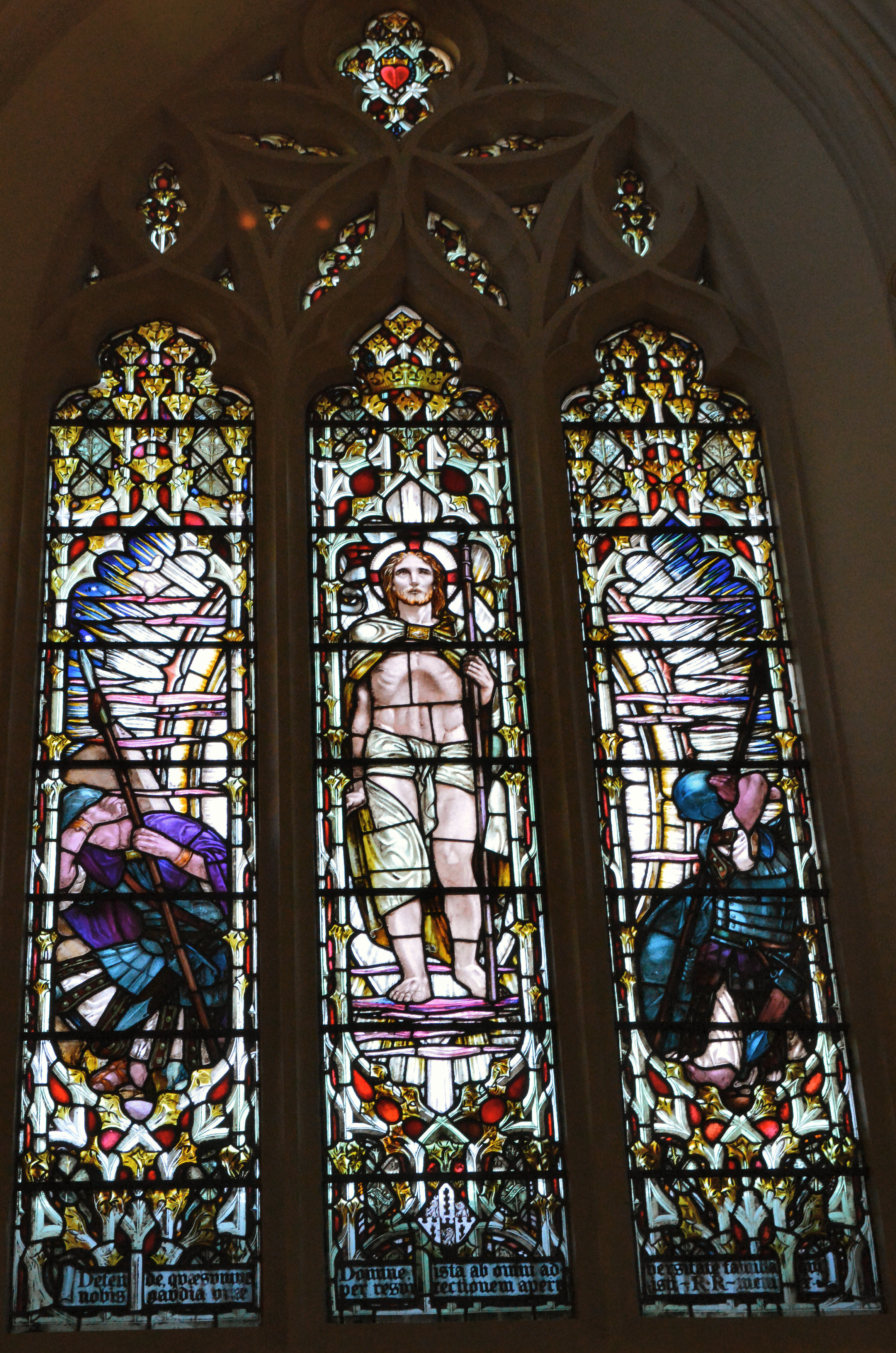
Vitral por Paul Vicent Woodroffe en la "Capilla del Corazón Sagrado" de la Universidad de Roehampton, Digby Stuart College en Londres.

Paul Vincent Woodroffe (1875 - 1954) fue un ilustrador de libros y artista de vitrales británico.
Su trabajo incluye ilustraciones de Shakespeare, historias bíblicas, libros para niños, e ilustraciones de la historia romana.

## Vitrales
Los vitrales de Woodroffe se pueden encontrar en los siguientes sitios: Woolstaplers' Hall, High Street, Chipping Campden, Cheltenham Art Gallery & Museum, Stonyhurst College y las siguientes iglesias enumeradas a continuación. 
- St John's Roman Catholic church, Staffordshire
- Holy Trinity, Caister-on-Sea, Norfolk
- St Catharine's Roman Catholic church, Chipping Campden
- The Holy Name of Jesus, Manchester
- St Dunstan's, Kent
- St Lawrence's Church, Evesham|St Lawrence's, Worcestershire
- Our Lady of Compassion Roman Catholic church, Lancashire
- Church of St Mary the Virgin, Rutland
- St Matthew's, Lincolnshire
- St Mary and St Michael's Church, Cumbria
- St Mary's, Uttoxeter
- St Andrew's, West Kensington, London
- Holy Trinity, Shropshire
- St John's Roman Catholic church, Wiltshire
- Our Lady and St. Peter Roman Catholic church, Leatherhead
- St Mary's, Kent
- Christ Church, West Yorkshire